# ジュゼッペ・タルティーニ

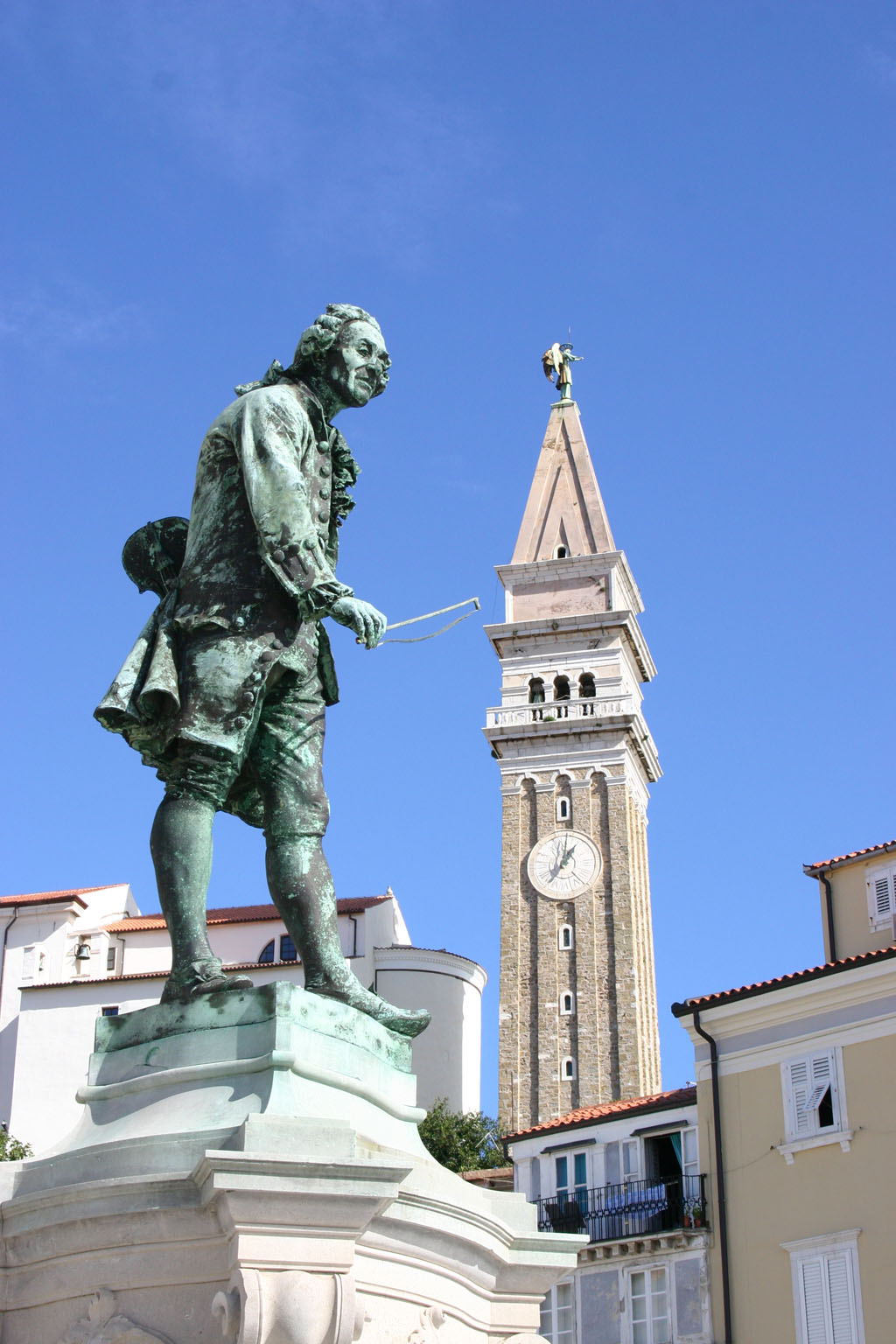
ピランのタルティーニ像

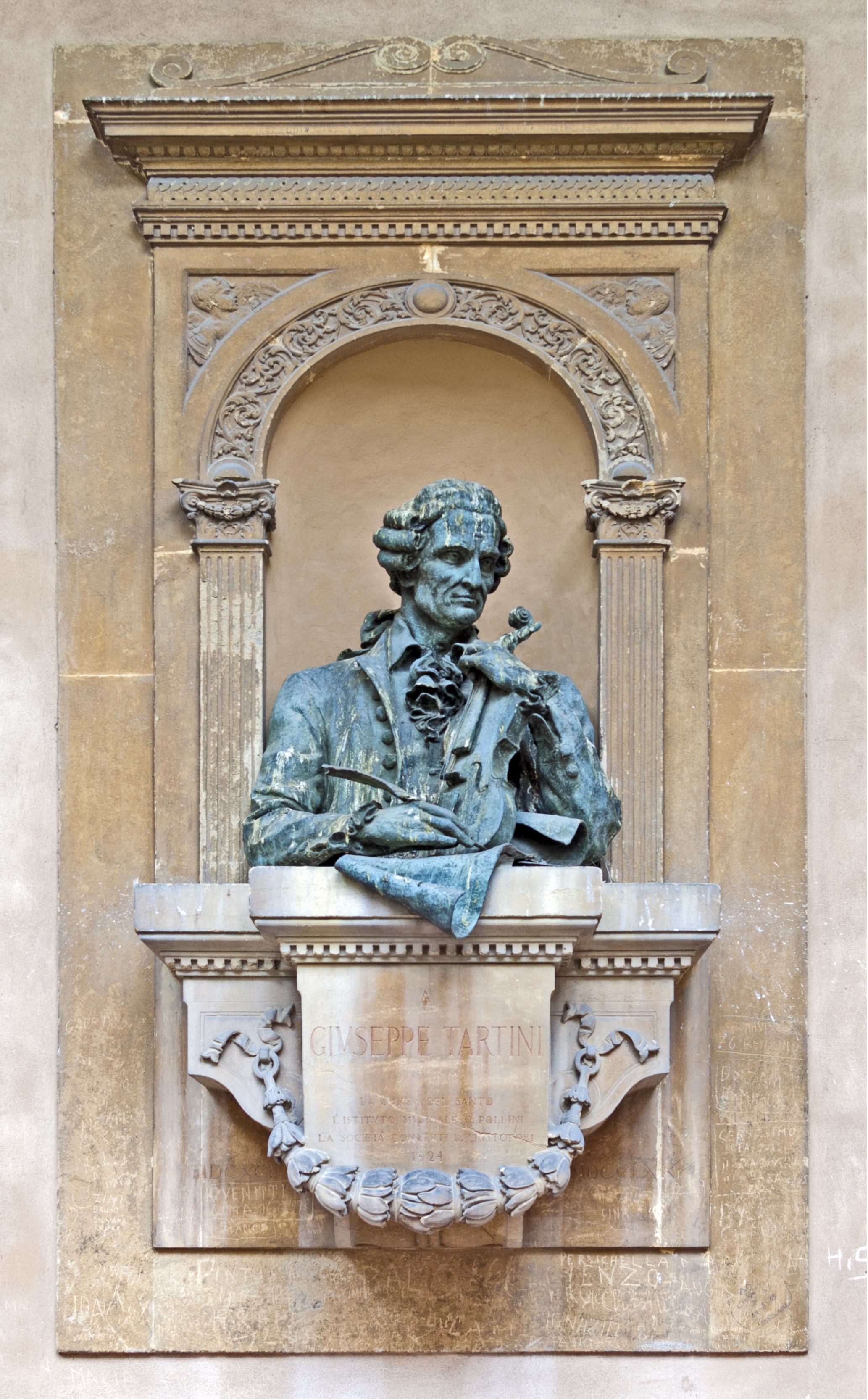
パドヴァの大聖堂でのモニュメント。

ジュゼッペ・タルティーニ（Giuseppe Tartini, 1692年4月8日 - 1770年2月26日）は、イタリアのバロック音楽の作曲家・ヴァイオリニスト。

## 生涯
イストリア半島のピラーノ（現・スロベニア領ピラン）出身。タルティーニの両親は彼をフランシスコ会の修道士にしようとしていたらしく、そのために彼は基礎的な音楽の教練を受けていた。彼はパドヴァの大学で法律を勉強し、またそこでフェンシングの名手となった。1710年に父親が没した後、タルティーニはエリザベッタ・プレマゾーレ（Elisabetta Premazore）と結婚する。彼女は、もし彼の父親が生きていたならば、社会的身分の低さと年齢差ゆえに結婚に反対したであろう女性であった。運悪く、エリザベッタはコルナーロ家の有力な貴族の寵愛を受けており、その貴族はすぐにタルティーニに誘拐の罪を押しつけた。タルティーニはパドヴァを後にしてアッシジの聖フランシスコ修道会に入り、そのことで訴追から逃れることができた。そして、この間に彼はヴァイオリンの演奏を始めるのである。
1716年にタルティーニがフランチェスコ・マリア・ヴェラチーニの演奏を聴いたとき、彼はその演奏に強い印象を受け、自分の技能に不満を抱き、そのために彼は逃げるようにアンコーナへ移り住み、練習のために自室に閉じこもったという逸話がある。
タルティーニの技能は非凡な成長ぶりを見せ、1721年にはパドヴァのイル・サント礼拝堂付きの指揮者（カペルマイスター）に、彼が希望するならば他の団体で演奏してもよいという契約つきで任命される。
1726年にタルティーニはヴァイオリン教室をはじめ、ヨーロッパ中の学生達を引きつけた。徐々に彼は和声と音響学の理論に興味を持つようになり、1750年以降生涯にわたって、彼は多くの学術論文を発表した。

## 音楽
おそらく、タルティーニの最も有名な作品は《悪魔のトリル》であろう。このソロ・ヴァイオリンソナタは、数多くの高度な技術を要求されるダブルストップのトリルが必要とされ、近代の規範をもってしても難易度の高い曲である。ある逸話によれば、タルティーニはアッシジに居た頃「自分のベッドの足元で悪魔がヴァイオリンを弾いている」という夢にインスピレーションを得てこのソナタを書いたと言われてきた。
今日の研究では作風の考察から1740年代後半以降の作との説が有力である。また古代ギリシア・ローマ伝説をもとにしたヴァイオリン・ソナタ《捨てられたディド》もある。
タルティーニの作品は、ほぼ全てがヴァイオリン協奏曲とヴァイオリンソナタである。例外的にヴィオラ・ダ・ガンバをソロとする協奏曲も書いている。多くの同時代のイタリア人達とは異なり、タルティーニはオペラや教会音楽は全く作曲していない。タルティーニの音楽は、学者達にとって不確かなものである。それは、彼が決して原稿に日付を記入しないことや、過去に執筆されたあるいは既に演奏を終えた作品にさえ修正を加えたことなどにより、作品が製作された時期や修正が行われた時期、その修正の範囲などを定めるのが難しくなっているためである。ドゥニアス（Dounias）とブレイナード（Brainard）の2人の学者が、タルティーニの作品を、音楽の様式上の特徴に基づいて時期別に分類することを試みている。
作曲家としての活動に付け加えて、タルティーニは非常に実用性を好む音楽理論家であった。彼は、弦楽器に特に有用な聴覚現象である差音の発見者とされている。彼は自らの発見を、論文Trattato di musica secondo la vera scienza dell'armonia（パドヴァ、1754年）で発表している。
20世紀のイタリアの作曲家ルイージ・ダッラピッコラは、タルティーニのテーマをもとにした《タルティニアーナTartiniana》という小品を作っている。

## 主な作品
- ヴァイオリン・ソナタ《悪魔のトリル》
- ヴァイオリン・ソナタ《捨てられたディド》

## その他
松下容子著作『闇の末裔』のコミックス2巻にて『悪魔のトリル』が取り上げられ、アニメ化に際して発売されたサウンド・トラックには同曲が収録されている。